# Asilci
Asilcii (numiți și osilci sau voloți) sunt ființe aparținând mitologiei slave. Asilcii erau bogatîri giganți care puteau schimba cursurile apelor sau muta munți. Au fost distruși de zei după ce i-au provocat pe aceștia aruncându-și buzduganele către Cer.